# Cervicati
Cervicati est une commune de la province de Cosenza, dans la région de Calabre, en Italie.

## Histoire
La commune abrite une forte communauté Arbëresh, Albanais installés ici au XVe siècle, fuyant l’avance ottomane. Ces Albanais ont gardé une forte identité, parlant toujours leur langue, l’arbërisht. Dans leur dialecte, albanais teinté d’italien, le village se nomme Çervikati.

## Administration
| Période                                  | Période | Identité | Étiquette | Qualité |
| ---------------------------------------- | ------- | -------- | --------- | ------- |
|                                          |         |          |           |         |
| Les données manquantes sont à compléter. |         |          |           |         |

### Communes limitrophes
Cerzeto, Mongrassano, San Marco Argentano